# Molecular Cell
Molecular Cell è una rivista scientifica sottoposta a revisione paritaria, che si occupa di ricerche sulla biologia cellulare a livello molecolare, con particolare attenzione alle nuove scoperte meccanicistiche. È stata fondata nel 1997 e viene pubblicata due volte al mese. La rivista è pubblicata dalla Cell Press ed è complementare a Cell.

## Indicizzazione
Gli abstract e gli articoli della rivista sono indicizzati da:
- Scopus[1]
- PubMed[2]
- EBSCO databases[3]
- ProQuest[4]
- Science Citation Index Expanded[5]

Secondo il Journal Citation Reports, la rivista ha ricevuto un fattore di impatto per il 2023 pari a 14.5.